# デニス・ガン
デニス・ガン（Dennis Gunn、1959年6月26日 - ）は、アメリカ合衆国ワシントン州出身のミュージシャン、俳優、声優。

## 来歴
ワシントン州シアトル出身。1985年に来日以来、東京都在住。
1993年には自身のバンドMighty John Henryを結成し、ボーカルとギターを担当。 
煙草の形をした吸いたくなるマンとして特殊メイク、着ぐるみ姿で出演していた禁煙補助剤ニコレットのテレビ・コマーシャルで有名。
コナミの音楽ゲームシリーズBEMANIの楽曲にも多数参加している。
大河ドラマ『龍馬伝』（2010年1月3日 - 12月、NHK）にも出演。

## 主な参加作品
- Mighty John Henry 『Hot Air Head』（1996年）
- FoMoFlo 『Slug & Firearms』（1996年）
- Big Picture 『Big Picture』（2001年）
- 戸川純バンド 『TOGAWA FICTION』（2004年）
- Des-ROW feat. DENNIS GUNN 『Tail Spin』（2004年）
- D-crew frat. DENNIS GUNN(DJ Yoshitaka SCRATCHING)（2004年）
- Dowser 『AA+』（2006）